# Bathythrix formosa
Bathythrix formosa là một loài tò vò trong họ Ichneumonidae.